# Matador (Staßfurt)
Matador is een historisch motorfietsmerk.
De bedrijfsnaam was: Motorenfabrik C. Close, Staßfurt.
Dit was een kleine Duitse fabriek waar 269cc-tweetakten gemaakt werden.
Close begon de productie van zijn motorfietsen juist in 1925, het jaar waarin ruim 150 kleine motorfietsmerken ter ziele gingen. Binnen één jaar stopte ook de productie van de Matador-motorfietsen.